# 社長密着24時
ワッチミー!TV×TV「社長密着24時」は、BSフジで2010年11月から2012年4月まで放送されていた情報番組。フジテレビが2006年5月17日に設立した合同会社「フジテレビラボLLC」が運営している無料の動画共有サイト「ワッチミー!TV」とのインターネットテレビ連動型情報番組。長らく不況が続く現在の日本で奮闘する「社長」に密着する企画。

## ワッチミー!TV×TV「社長密着24時」
ワッチミー!TV×TV（ワッチミー　ティービー・ティービー）は、BSフジで2006年7月から放送されている情報番組。

2010年3月までは、マリエ、テリー伊藤などが出演する、
若者たちの流行やファッションを徹底リサーチし、今後ブレイクするかもしれない人物や商品を先取りするエンタメ系情報番組。
2010年、マリエの降板によりバラエティ色が濃かったそれまでの内容からリニューアル。

硬派な"密着ドキュメント型 情報番組"「社長密着24時」の放送が開始された。

ディレクターが社長に24時間密着帯同して、社長の一日を追いかけるドキュメンタリー番組。

## 放送時間
- 2010年10月 - 2011年3月…深夜 0:30～0:55
- 2011年 4月 - 2012年4月…深夜 1:00〜1:30（以上JST）

## スタッフ
- 企画:時澤正、宗像孝
- 企画・構成:安達元一
- 演出:古川重人
- プロデューサー・総合演出:渡辺俊介
- MA:安部ひとみ
- 音効:渡辺貴信
- 制作デスク:向井さくら

## ナレーター
瀬水暁

## 密着社長・放送内容
- 2012年4月1日
  -  ViewSend ICT株式会社 代表取締役社長 嗣江建栄
  - ルネサンス・アカデミー株式会社 代表取締役社長 桃井隆良
- 2012年3月18日
  - かない鍼灸接骨院 院長 金井克行
  - 株式会社ANNYS 代表取締役 安中由香子
- 2012年3月4日
  - 株式会社ウェブ 代表取締役 山下 実
  - 株式会社秀實社 代表取締役社長 髙橋秀幸
- 2012年2月19日
  - 株式会社もりぞう 代表取締役社長 津野浩一
- 2012年2月12日
  - 株式会社ブランレジュヌ 代表取締役 上中亜弥子
- 2012年1月29日
  - 株式会社フロム・ソフトウェア ゲームソフトプロデューサー 鍋島俊文
- 2012年1月15日
  - ノエル銀座クリニック 院長 保志名勝
- 2012年1月8日
  - 株式会社IA 代表取締役社長 山岸 裕
- 2011年12月25日
  - ジー・ブーン株式会社 代表取締役社長 後藤稔行
  - ミライアプリ株式会社 代表取締役社長 渡嘉敷守
- 2011年12月4日
  - 有限会社YMB 代表取締役社長 高倉慎仁
  - 橋本食品株式会社 代表取締役社長 橋本和宏
- 2011年11月27日
  - 株式会社ジオックスホールディングス CEO 安田宏幸
- 2011年11月20日
  - 社長密着24時 特別編  「復興への道のり～あの日から8ヶ月～」
- 2011年11月13日
  - 株式会社ON?SMILE 代表取締役社長 角田貴幸
  - 株式会社エムプロジェクト 代表取締役社長 丸井一範
- 2011年10月16日
  - あさひ・快信・豊田整骨院グループ 総院長 豊田竜大
- 2011年10月9日
  - 株式会社MIRAI 代表取締役社長　神品信市（ MIRAI  PICTURES  JAPAN）
- 2011年10月2日
  - 株式会社VSN 代表取締役社長 川崎健一郎
  - 株式会社 財コンサルティング 代表取締役社長 稲葉充
- 2011年9月25日
  - 個別指導学習塾TOPS吉津校 代表取締役塾長 末永吉晃
- 2011年9月18日
  - 株式会社つくしんぼ 代表取締役社長 加瀬圭介
- 2011年8月14日
  - 株式会社 建匠 代表取締役社長 西村龍雄
  - 株式会社オプティア 代表取締役社長 富樫佳子
- 2011年7月31日
  - 株式会社リアライズ 代表取締役社長 青木毅
- 2011年7月17日
  - 【告知】 神田昌典（監修）・安達元一（原案） 「優しい会社」絶賛発売中！
  - 株式会社クイックアート 代表取締役 飛山達哉
- 2011年7月10日
  - 有限会社エヌ・シー 代表取締役 工藤裕幸
  - 株式会社 志木サテライトオフィス・ビジネスセンター 代表取締役社長 柴田郁夫
- 2011年7月3日
  - 人を育てる株式会社 代表取締役社長 伊東寛光
  - 株式会社 日本仲人協会 代表取締役社長 中西圭司
- 2011年6月26日
  - 社長密着24時 特別編  「あの震災から３ヶ月半、今想うこと」 Part-1
  - 社長密着24時 特別編  「あの震災から３ヶ月半、今想うこと」 Part-2
- 2011年6月19日
  - 社長密着24時 特別編  「国生さゆりが被災者300人から聞いた本当の声」後編 Part-1
  - 社長密着24時 特別編  「国生さゆりが被災者300人から聞いた本当の声」後編 Part-2
- 2011年6月12日
  - 社長密着24時 特別編  「国生さゆりが被災者300人から聞いた本当の声」前編 Part-1
  - 社長密着24時 特別編  「国生さゆりが被災者300人から聞いた本当の声」前編 Part-2
- 2011年6月5日
  - 【アンコール】金子包装株式会社 代表取締役 株式会社ナビ 副社長 金子卓司
  - 社長密着24時 特別編 名言集パート２ 時代を築く挑戦者たちの熱いメッセージをピックアップした特別編
- 2011年5月29日
  - 株式会社 明文堂プランナー 代表取締役社長 清水 満
  - 社長密着24時　特別編 時代を築く挑戦者たちの熱いメッセージをピックアップした特別編
- 2011年5月22日
  - 株式会社 丸千代山岡家 代表取締役社長 山岡 正
  - 【アンコール放送】株式会社アルマクリエイションズ 代表取締役社長 神田昌典
- 2011年5月15日
  - 株式会社インテグレート「手作り犬ご飯」 代表取締役社長 中山仁
- 2011年5月8日
  - 社長密着24時 特別編(1) 東北地方復興のために立ち上がった社長たち
  - 社長密着24時 特別編(2) 東北地方復興のために立ち上がった社長たち
- 2011年5月1日
  - 株式会社アンビシェイト 代表取締役社長 川本恵太
  - 株式会社マレア・クリエイト 代表取締役社長 萩原知子
- 2011年4月17日
  - エマナックグループ 代表取締役社長 田中良典
  - 株式会社TICK-TOCK 社長 SAYURI
- 2011年4月10日
  - ワッチミー！TV　特別編 ワッチミー！TVの被災地へ向けた独自の活動を紹介
  - 社長密着24時　特別編 時代を築く挑戦者たちの熱いメッセージをピックアップした特別編
- 2011年4月3日
  - 社長密着24時 義援活動SP（1） 日本最大の危機を乗り越えて世界を変える社長
  - 社長密着24時 義援活動SP（2） 日本最大の危機を乗り越えて世界を変える社長
- 2011年3月20日
  - 株式会社エヌ・ピュア 代表取締役社長 鳴海周平
  - 社長密着24時（特別編）
- 2011年3月6日
  - 金子包装株式会社 代表取締役 株式会社ナビ 副社長 金子卓司
  - 株式会社アクセス 代表取締役社長 松浦　徹
- 2011年2月20日
  - 株式会社 都工業 代表取締役社長 安本拡人
  - 学校法人野村学園パール幼稚園 園長 野村良司
- 2011年2月13日
  - 株式会社ハッピーハウス 代表取締役社長 真山英二
  - 株式会社山崎技研 代表取締役社長 山崎道生
- 2011年2月6日
  - 株式会社HIROTA 代表取締役社長 廣田雅信
  - ベスト塾 塾長 田辺勝己
- 2011年1月23日
  - 株式会社吉岡システム 代表取締役 吉岡宏展
- 2011年1月16日
  - 株式会社スローライフインターナショナル 代表取締役社長 小牧めぐみ
  - 株式会社グローバルアイ 代表取締役社長 今村潤平
- 2011年1月16日
  - ファルメディコ株式会社 代表取締役 狭間研至
  - 株式会社アユプロジェクト 代表取締役 田中忠幸
- 2010年12月19日
  - 株式会社ゴーイング 代表取締役社長 齋藤義晃
  - 中山歯科医院 院長 中山大蔵
- 2010年12月12日
  - 株式会社アルマクリエイションズ 代表取締役社長 神田昌典
  - 株式会社ワダマネジメントラボ 代表取締役社長 和田真哉
- 2010年12月5日
  - 株式会社にっこう社 代表取締役 徳丸博之
  - 女性成功心理学協会 代表理事 舛岡美寿子
- 2010年11月21日
  - 株式会社HEGL 代表取締役 逸見宙偉子
  - 株式会社吉田アイエム 代表取締役社長 吉田 透
- 2010年11月14日
  - 摩耶堂製薬株式会社 代表取締役社長 古田 耕
  - 株式会社東京ベイスタジオ 代表取締役社長 川辺保弘
- 2010年11月7日
  - ネットオフ株式会社 代表取締役社長 黒田武